# يونغ إيس
يونغ إيس (ヤングエース يانغُ إيسُ) هي مجلة مانغا سينن شهرية في اليابان تُنشر من قبل كادوكاوا شوتين، بدأت في 2009.

## سلاسل المانغا
- أكوما نو إيكينيه (تضحية الشيطان) لـأيون تاتشيبانا
- بلاك روك شوتر: الروح البريئة لسانامي سوزوكي
- بلد لاد لـيوكي كوداما (مستمرة)
- إيكو/زيون لـكوشي ريكودو
- فوريكراين لـتيريو تيري
- هايجين-ساما نو إند كونتنس لـساتورو ماتسوباياشي
- هوزوكي-سان تشي نو أنيكي لـران إيغاراشي[1]
- إيناري، كونكون، كوي إيروها لموروهي يوشيدا
- يوميات المستقبل بارادوكس، قصة عرضية من يوميات المستقبل تبرز خط زمني مختلف. بقيت خمسة فصول، انتهت في فبراير 2010.
- موهيتسو هالوسينيشن لـديستانس
- المحقق متعدد الشخصيات سايكو لـإيجي أوتسكا وشو تاجيما (مستمرة)
- اختفاء ناغاتو يوكي-تشان
- نيون جينيسيس إيفانجيليون لـيوشيوكي ساداموتو
- بانتي أند ستوكينغ وث غارتربلت
- شوغر دارك مقتبسة من كيندي أويوا الأصلية لـإينجي أراي
- سمر وورز
- كوروساغي لخدمة توصيل الجثث لإيجي أوتسكا وهوسوي يامازاكي (مستمرة)
- ياكومو هاكاي
- عقار قانوني لـكلامب أُعيدت في 11/04/2011 [2]

## وصلات خارجية
- إعلانات كومك ناتالي
- شبكة أخبار الأنمي تعلن إضافات يونغ إيس